# New Virginia
New Virginia, New Virginia Colony – konfederacka próba kolonizacji centralnego Meksyku, powstała pod koniec wojny secesyjnej.
Największym z osiedli była Carlota, położona pomiędzy Ciudad de Mexico i Veracruz. Planowano także kolonizację okolic Chihuahua.
Pomysł kolonizacji zaproponował Matthew Fontaine Maury, pochodzący z Wirginii oficer i kartograf. Z powodu swojego zaangażowania na rzecz Konfederacji nie miał on możliwości powrotu po wojnie do rodzinnej Wirginii. Jako znany w świecie wykorzystał znajomość z cesarzem Meksyku, Maksymilianem I. Cesarz zaproponował Maury'emu ziemię w Meksyku pod osadnictwo dla każdego chętnego Amerykanina. Ponadto władca zachęcał do imigracji także Niemców, Austriaków i Francuzów, co było częścią jego polityki europeizowania Meksyku.
Początkowo koloniści mieli być osiedlani w okolicach meksykańskiej stolicy, w dalszej perspektywie cesarz i Maury planowali budowę osiedli w okolicach miasta Chihuahua, na północy kraju.
Plany kolonizacyjne załamały się, a osiedla zostały zniszczone po detronizacji i rozstrzelaniu Maksymiliana z rozkazu Benito Juáreza w 1867 r.